# Somogyi-vonósnégyes
A Somogyi-vonósnégyes 1997-ben alakult magyar zenei együttes.

## Tagjai
A Somogyi Vonósnégyes személyi változtatásokat követően  1998 őszétől dolgozik a jelenlegi felállásban: 
- Somogyi Péter – 1. hegedű
- Lendvai György – 2. hegedű
- Tóth Balázs – brácsa
- Pólus László – gordonka

## Története
A vonósnégyes 1997-ben alakult a Liszt Ferenc Zeneművészeti Főiskola volt hallgatóiból. Munkájukban a kezdeteknél segítségükre voltak: Rados Ferenc, Devich János, Devich Sándor, Bánfalvi Béla professzorok. Bemutatkozó koncertjük a Bartók Emlékházban volt.
  1998 nyarán az együttes öt hetet töltött Chicago-ban a Ravinia Fesztiválon, ahol olyan kiemelkedő vonósnégyesekkel és tanárokkal dolgozhattak együtt, mint például: a Tokyo, La Salle, Cleveland, Emerson vonósnégyesek, Paul Katz, Henry Meyer és Peter Quirdijan.
A klasszikus repertoár megtartása mellett az együttes célul tűzte ki magyar kortárs szerzők műveinek bemutatását .1998-tól állandó résztvevője az évenként Budapesten megrendezésre kerülő kortárs műveket bemutató "Mini Fesztivál"-nak. 1999-ben Bozay Attila harmadik, az együttesnek ajánlott vonósnégyesét itt mutatták be, a műből  a Hungaroton lemezkiadónál készítettek felvételt. A Hungaroton jegyzi Dubrovay László, és  M.W. Karlins szerzői albumait is, melyeken a kvartett szerepel. Több hangversenyüket rögzítette az MR Bartók Rádió, az Ars Nova sorozat rendszeres vendége az együttes.
Nagy jelentőséget tulajdonítanak az ifjúság zenei nevelésének. Így került sor a Várszínházban az iskolások számára rendezett hangszerbemutató koncertjeikre az ezredfordulón.
  A határokon túl Lengyelországban, Szlovákiában, Romániában, Franciaországban, Svájcban és Mexikóban szerepeltek nagy sikerrel. 2001-2003 között a Joinville-i nyári fesztivál  vendége az együttes, ahol a koncertek mellett egyéni és kamarazenei mesterkurzuson tanítanak a tagok.
Hazai és külföldi koncertjeiken partnereik között szerepelt Drahos Béla, Hegedűs Endre, Jandó Jenő,  Onczay Csaba, Rohmann Imre.
Pályafutásuk során több nemzetközi fesztiválon szerepeltek előadóként:
- Quartet Festival Radom- Lengyelország,
- Festival de Mayo Guadalajara-Mexico,
- Viva Vivaldi Festival -Mexico DF,
- Hugo Wolf-Napok St. Paul- Ausztria,
- Spring Festival Valletta- Málta,
- CAFe Budapest- Mini Fesztivál- Budapest- Magyarország
- Wörthersee Festival-  Klagenfurt- Ausztria

2011-ben a vonósnégyes elnyerte az  ARTISJUS ZENEI ALAPÍTVÁNY előadói díját. Előadásukban a következő kortárs magyar és külhoni szerzők művei hangzottak el hangversenyeken:
- Bánkövi Gyula : White Angels (2013) Vonósnégyes
- Bánkövi Gyula: Fényvirágok
- Barabás Árpád: Vale - Vonósnégyes
- Bozay Attila: 3. Vonósnégyes
- Csemiczky Miklós: 2. vonósnégyes
- Dávid Gyula: 2. Vonósnégyes
- Domonkos Máté: Vonósnégyes
- Dubrovay László: 1., 2. Tárogatóötösök, 3. Vonósnégyes
- Dukay: A változó hold, oktett
- Durkó Péter: 1. és 2. Vonósnégyesek
- Durkó Zsolt: 2. Vonósnégyes
- Fekete Gyula: Orion
- Gárdonyi Zoltán: 3. vonósnégyes
- Györffy István: Oboaötös, Confessione
- Hartl Bence: Diminished Suite (+trombita, zongora)
- Hollós Máté: 1. Vonósnégyes (2018)
- Horváth Bálint: Cassandra letters, vonósnégyes
- Horváth Barnabás: Vonósnégyes
- Horváth Márton Levente: Crosswords, Vonósnégyes
- Kocsár Miklós: Vonósnégyes
- Kósa Gábor: Vonósnégyes
- Kósa György: 6. Vonósnégyes
- Láng István: 3. Vonósnégyes
- Láng István: Két előjáték egy utójátékhoz, Fagott kvintett
- Madarász Iván: Seol, szextett
- Madarász Iván: Zongoraötös
- Olsvay Endre: Vonósnégyes
- Petrovics Emil: Concerto Grosso
- Adrian Pop: 8 bagatells
- Salvatore Sciarrino: Quartetto Nr.7
- Sári László: Szélrózsa
- Soproni József: 11., 12. vonósnégyesek
- Sugár Rezső: 3. Vonósnégyes
- Szabó Csaba: Ifjúsági Vonósnégyes
- Szokolay Sándor: 2. vonósnégyes
- Szőllősy András: Passacaglia
- Szőllősy András: Vonósnégyes
- Tóth Armand: 1., 2., 3. 4. vonósnégyesek
- W . Karlins: Vonósnégyes
- William Sweeney: Night songs[1]

## Diszkográfia
- https://www.discogs.com/artist/5648676-Somogyi-Von%C3%B3sn%C3%A9gyes
- https://hungarotonmusic.com/somogyi-vonosnegyes-a4244.html Archiválva 2017. augusztus 16-i dátummal a Wayback Machine-ben